# Cooperativa Agrícola de Banyoles
La Cooperativa Agrícola de Banyoles és una cooperativa del sector agrari que funciona a Banyoles des del 1907. Tot i que antigament l'entitat se situava vora el Monestir de Sant Esteve, avui té seu a Cornellà del Terri.